# Andriasa marginalis
Andriasa marginalis är en fjärilsart som beskrevs av Butler 1882. Andriasa marginalis ingår i släktet Andriasa och familjen svärmare. Inga underarter finns listade i Catalogue of Life.